# 서울신곡초등학교
서울신곡초등학교는 대한민국 서울특별시 강서구 화곡동에 있는 공립 초등학교이다.

## 학교 연혁
- 1984년 10월 22일 서울신곡국민학교 개교
- 1987년 11월 4일 급식실 개관
- 1991년 6월 13일 방송실 개관
- 1992년 4월 21일 컴퓨터 교실 설치(61대)
- 1992년 4월 23일 시계탑 설치
- 1995년 시범 초등학교 시행
- 1995년 자체 급식 도입
- 1996년 9월 9일 가스난방 시설 준공
- 2016년 10월 21일 후관 외벽 공사
- 2017년 3월 1일 서울형 혁신학교 지정 운영
- 2019년 2월 15일 제34회 졸업식(115명)
- 2019년 12월 31일 제35회 졸업식(126명)
- 2020년 3월 1일 제12대 김기순 교장 취임
- 2024년 10월 22일 개교 40주년
- 2024년 12월 31일 제40회 졸업식

## 학교 상징
- 교화 - 목백일홍 : 한여름에서 가을까지 화사한 꽃을 피우듯 항상 아름다움을 가꾸는 어린이가 되자
- 교목 - 느티나무 : 굵은 가지와 많은 잎으로 그늘을 만들 듯 큰 뜻을 품고 남에게 봉사하는 어린이가 되자

## 참고 자료
- 서울신곡초등학교 - 한국교육학술정보원 학교알리미